# Roberto Álvarez (Bischof)
Roberto Pio Álvarez (* 5. Mai 1968 in Córdoba) ist ein argentinischer Geistlicher und römisch-katholischer Bischof von Rawson.

## Leben
Roberto Álvarez empfing am 14. Dezember 1998 das Sakrament der Priesterweihe für das Erzbistum Córdoba.
Neben verschiedenen Aufgaben in der Pfarrseelsorge, zuletzt als Pfarrer in Cosquín, war er bis zu seiner Ernennung zum Bischof als Dozent am diözesanen Priesterseminar tätig.
Am 28. November 2017 ernannte ihn Papst Franziskus zum Titularbischof von Sozopolis in Haemimonto und zum Weihbischof in Comodoro Rivadavia. Der Erzbischof von Córdoba, Carlos José Ñáñez, spendete ihm am 22. Dezember desselben Jahres die Bischofsweihe; Mitkonsekratoren waren die Weihbischöfe in Córdoba, Pedro Javier Torres und Ricardo Orlando Seirutti.
Am 19. Oktober 2023 ernannte ihn Papst Franziskus zum ersten Bischof des mit gleichem Datum errichteten Bistums Rawson. Gleichzeitig wurde der Rücktritt des Bischofs von Comodoro Rivadavia, Joaquín Gimeno Lahoz, angenommen und Álvarez für die bis zum 6. April des folgenden Jahres währende Sedisvakanz des Bistums Comodoro Rivadavia zum Apostolischen Administrator ernannt.